# リンダ・O・ジョンストン
リンダ・O・ジョンストン（Linda O. Johnston）は、アメリカ合衆国の推理作家、ロマンス小説家、弁護士。ペンシルベニア州ピッツバーグ生まれ。ハリウッド在住。
ペンシルベニア州立大学でジャーナリズムを学び、1970年に卒業。
ドゥケーン大学ロースクール(Duquesne University School of Law)を卒業後、弁護士として活動しながら『EQMM』誌で作家デビュー。

## 著作
- ペット探偵シリーズ（訳：片山奈緒美、ランダムハウス講談社文庫）
  - 愛犬をつれた名探偵　Sit, Stay, Slay, (2005)
  - いたずらフェレットは容疑者　Nothing to Fear But Ferrets (2005)
  - 目撃者は鳥カゴのなか　Fine Feathered Death (2006)
  - Meow is for Murder (2007)
  - The Fright of the Iguana (2007)
  - Double Dog Dare (2008)
  - Never Say Sty (2009)
  - Howl Deadly (2009)